# Петриковский замок
Петриковский замок — деревянное оборонительное и репрезентативное сооружение в Петрикове. Существовал в XVI—XIX вв. на крутом берегу Припяти, на месте замка XV—XVI вв. Основан слуцким князем Юрием Олельковичем. Неоднократно разрушался и восстанавливался. Во второй половине XVIII — начале XIX в. преобразован в усадебно-дворцовый комплекс, который включал дворец в стиле барокко, хозяйственные постройки, сад.
Согласно инвентарю за 1810 год к деревянной двухъярусной воротам замка вел деревянный мост с перилами. На нижнем этаже ворот располагался дом с алькежами и две кладовые, а в верхнем — летнее жилище. Брама завершалась шатровой крышей с круглой баней (название купола на башне). В центре детинца находился одноэтажный прямоугольный в плане деревянный дворец из бруса с мезонином под ломаной гонтовой крышей с декоративными дымниками. Внутри дворец имел большие и малые сени, ряд комнат, гардероб, спальню с альковом, парадную зал и на втором этаже летнее жилище. По сторонам дворец фланкировали две официны (усадебный флигель). За дворцом был разбит сад, который спускался к берегам Припяти.
Неподалеку находились два флигеля, конюшня, возовня (сарай для телег), хлев и сад со стороны реки. Комплекс был окружен водяным рвом, через который был проложен мост к воротам.